# Trinity Rodman
Trinity Rain Moyer-Rodman, född 20 maj 2002 i Newport Beach i Kalifornien, är en amerikansk professionell fotbollsspelare. Hon spelar i anfallet för Washington Spirit i amerikanska högsta ligan för damer, National Women's Soccer League, samt USA:s damlandslag i fotboll. 

## Biografi
Trinity Rodman är dotter till basketspelaren Dennis Rodman och Michelle Moyer. Hon växte upp med i huvudsak sin mor i södra Kalifornien.
Rodman spelade i fotbollslaget SoCal Blues från tio års ålder, och var med att vinna fyra nationella mästerskap för flickor. Hon draftades som 18-åring till Washington Spirit, och blev då den yngsta spelaren dittills att draftas till högsta ligan. Hon tänkte först spela fotboll på college för UCLA Bruins men bytte till Washington State år 2020. På grund av covid-19-pandemin ställdes säsongen in och hon bestämde sig för att bli proffs, och började spela för Washington Spirit.
Hon debuterade i seniorlandslaget i en 0–0 match den 17 februari 2022 mot Tjeckien i turneringen She Believes Cup. Hon gjorde sitt första mål för landslaget den 12 april 2022, i en vänskapsmatch mot Uzbekistan, i sin tredje match.